# Estado satélite

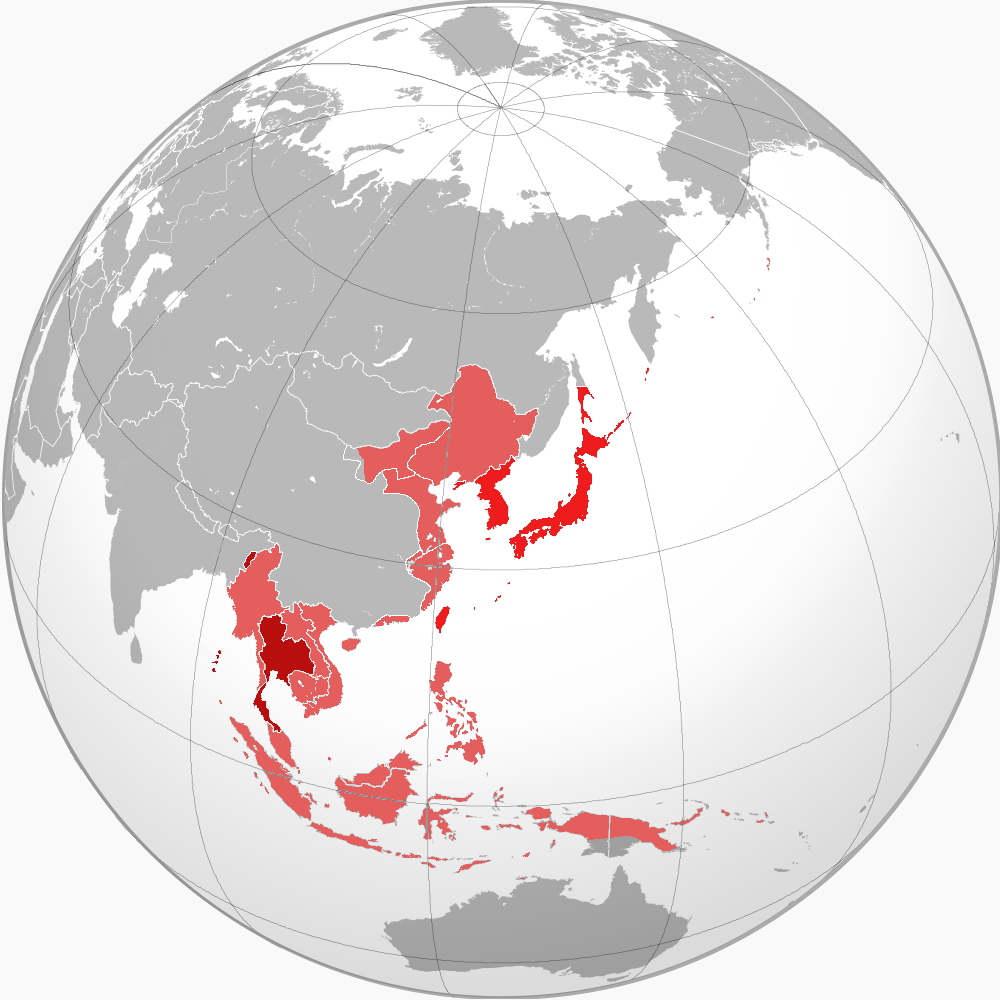
Territorios y estados miembros de la Esfera de Coprosperidad de la Gran Asia Oriental. Terminología que el Imperio del Japón utilizaba para nombrar a las colonias que su ejército había arrebatado de los Imperios europeos durante la Segunda Guerra Mundial y que el gobierno nipón habían declarado Estados independientes, también se incluye a gobiernos provisionales o Estados ya existentes que cedieron a la influencia del Imperio asiático.
Imperio del Japón.
Reino de Tailandia.
Gobierno provisional para una India libre.
Gobierno títere.

Estado satélite es uno de los adjetivos peyorativos que se da en política internacional a cualquier Estado que, siendo nominalmente independiente, además de ser reconocido por otros, en la práctica se encuentra sujeto al dominio político o ideológico de algún otro, por lo general una potencia. Al igual que ocurre con términos similares como gobierno títere, la catalogación de un Estado como satélite es considerada partidista y propia de los detractores de los gobiernos en cuestión.
El término, analogía de los cuerpos celestes que orbitan alrededor de uno mayor, fue inicialmente utilizado por la prensa occidental para referirse a los países del Pacto de Varsovia por su estrecha relación con la Unión Soviética durante la Guerra Fría. Otros Estados socialistas, como Corea del Norte (particularmente en las décadas posteriores a la guerra de Corea) o Cuba (especialmente después de integrarse en el CAME) también fueron en su momento catalogados como «satélites soviéticos». Por su parte, la prensa del campo socialista solía usar definiciones de similar calibre para referirse a Estados capitalistas periféricos y los aliados de Estados Unidos en la OTAN, contraparte del Pacto de Varsovia. Así, tanto la prensa de la República Democrática Alemana como la de otros países socialistas, se refería frecuentemente a la Alemania Occidental como un gobierno títere de la OTAN y los Estados Unidos.

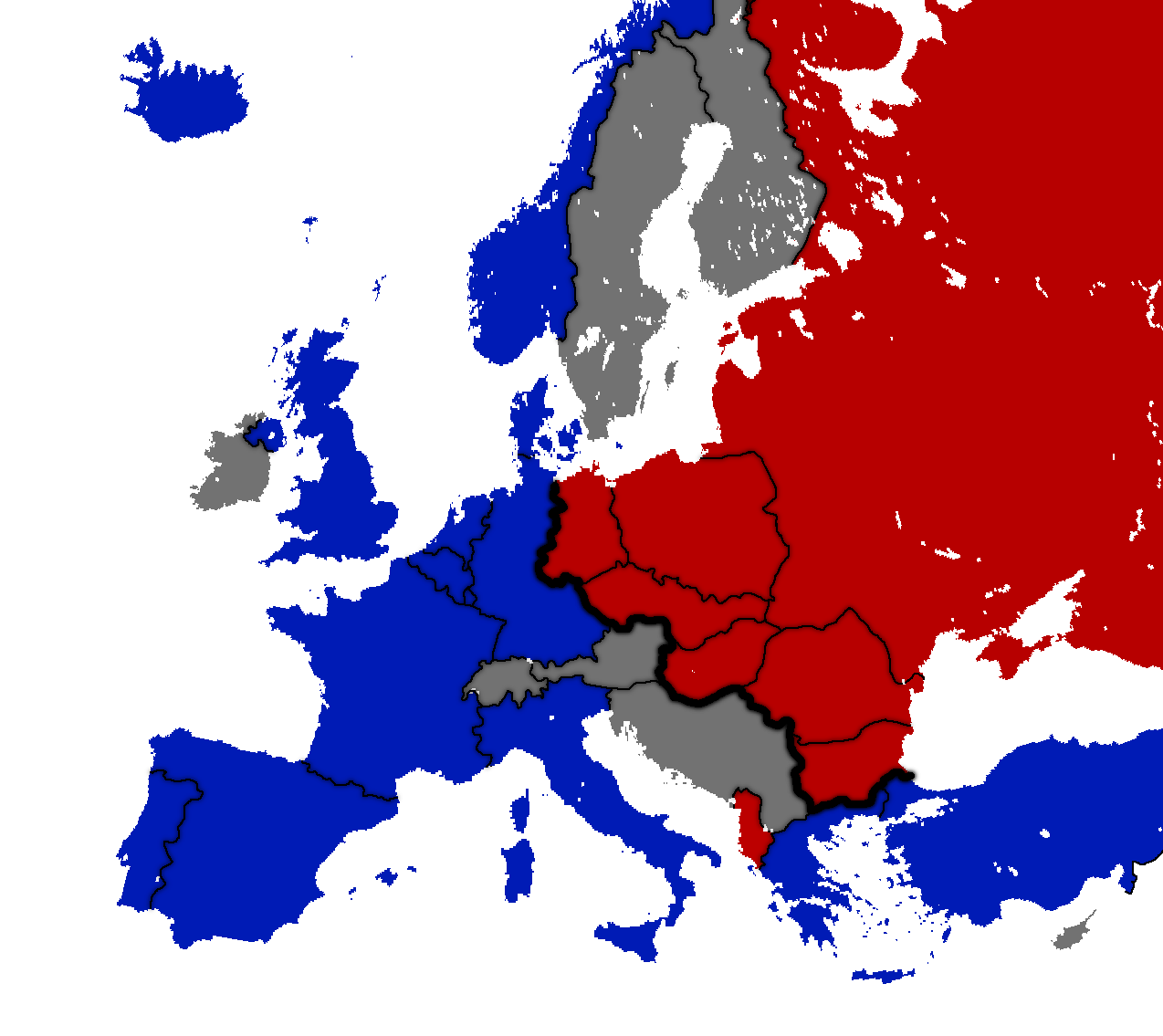
Mapa de Europa durante la Guerra Fría; en azul los estados satélites de los Estados Unidos, y en rojo los estados satélites de la Unión Soviética.

## Uso durante la Guerra Fría

### Acusaciones a países de ser satélites soviéticos
Al final de la Segunda Guerra Mundial, diversos países de Europa Oriental y Central pasaron a estar influidos, política y militarmente, por la Unión Soviética. Tropas soviéticas permanecieron en esos países después del fin de la guerra, aunque de algunos se retiraron. Los Estados acusados de ser satélites de la Unión Soviética fueron:
- Albania (en 1960 rompería con la Unión Soviética)
- Alemania Oriental
- Bulgaria
- Checoslovaquia
- Hungría
- Polonia
- Rumania
- Mongolia

Yugoslavia, a veces también fue calificada como un «satélite soviético», aunque se distanció de la URSS tras la ruptura Tito-Stalin y posteriormente ayudó a formar el Movimiento de Países No Alineados. La República Popular de Albania, bajo el liderazgo del estalinista Enver Hoxha, rompió las relaciones con la Unión Soviética en 1960, después de la desestalinización soviética. Estos países fueron todos miembros del llamado Bloque del Este.
La República Popular China ya se había distanciado de la URSS para esas fechas.

### Acusaciones a países de ser satélites estadounidenses
Al igual que con la URSS en Europa del Este, se acepta generalmente  que el Plan Marshall, que implicaba la asistencia de Estados Unidos a la reconstrucción de posguerra de Europa Occidental a cambio de políticas anticomunistas y proestadounidenses, creó un sistema de estados que se encontraron política, económica y militarmente bajo la influencia estadounidense y como parte de la OTAN:
- Alemania Occidental[10]
- Canadá[11]
- Dinamarca[10]
- España[10]
- Francia[10]
- Grecia[10]
- Islandia[10]
- Italia[10]
- Luxemburgo[10]
- Noruega[10]
- Países Bajos[10]
- Portugal[10]
- Reino Unido[12][13]
- Turquía[10]

## Uso del término tras el final de la Guerra Fría
Algunos observadores han expresado su preocupación por que las intervenciones militares y diplomáticas de los Estados Unidos en Asia Occidental podrían derivar en el equivalente de un Estado satélite. William Pfaff ha advertido de que una presencia estadounidense permanente en Irak sería «convertir a Irak en un Estado satélite estadounidense». El término también se ha utilizado para describir la relación entre Líbano y Siria, que este último ha sido acusado de intervenir en los asuntos políticos del Líbano.